# Sam Warburton
Pour les articles homonymes, voir Warburton.

a Compétitions nationales et continentales officielles uniquement.

b Matchs officiels uniquement.
Dernière mise à jour le 11 juillet 2023.
Sam Kennedy Warburton, OBE, né le 5 octobre 1988 à Cardiff (pays de Galles), est un joueur international gallois de rugby à XV qui évolue au poste de troisième ligne aile.
International gallois de 2009 à 2017, sélection dont il est également capitaine de 2011 à 2017. Il est le recordman de sélection en tant que capitaine avec le pays de Galles.
Il est également capitaine de l'équipe des Lions qui remporte la série lors de la tournée 2013 en Australie, manquant toutefois le match décisif sur blessure, ainsi que lors de la tournée 2017 en Nouvelle-Zélande. En franchise, il évolue avec les Cardiff Blues de 2009 à 2018.
En 2018, à seulement 29 ans, il met un terme à sa carrière à la suite d'une accumulation de blessures.

## Biographie

### Débuts (2006-2011)
Sam Warburton commence le rugby avec Glamorgan Wanderers et l'école de rugby de Cardiff. Il fait ses débuts professionnels avec le Glamorgan Wanderers RFC avant d'intégrer la franchise des Cardiff Blues en 2009. Il connaît des sélections en équipe des moins de 18, 19 et 20 ans de l'équipe du pays de Galles en 2006, 2007 et 2008 avant de franchir le pas et d'être retenu pour une première cape avec l'équipe du pays de Galles 6 juin 2009 contre les États-Unis. Il inscrit son premier essai international le 26 février 2011, à Rome, face à l'Italie.

### Capitaine du pays de Galles et première Coupe du Monde (2011)

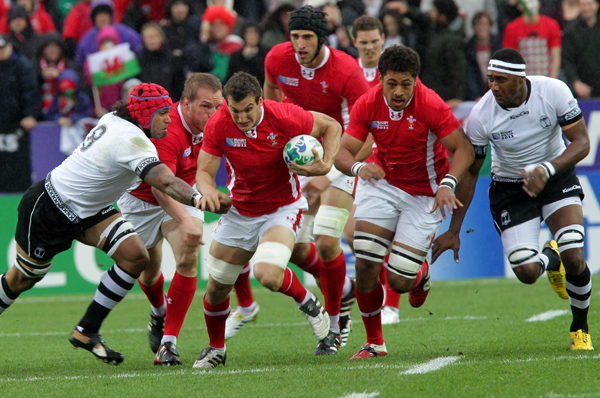
Warburton contre les Fidji lors de la Coupe du monde 2011.

Intronisé capitaine lors d'un test en juin face aux Barbarians, il est désigné capitaine de la sélection galloise pour la coupe du monde, le titulaire, le talonneur Matthew Rees devant déclarer forfait. Lors de la compétition, il dispute les quatre matchs de poule, inscrivant un essai contre les Fidji, puis conduit son équipe à la victoire face à l'Irlande en quart de finale. Lors de la demi-finale face à la France, il reçoit un carton rouge dès la 19e minute pour un plaquage cathédrale sur Vincent Clerc jugé dangereux par l'arbitre Alain Rolland. Cette appréciation est confirmée a posteriori par la commission de discipline de l'IRB, qui, le 16 octobre 2011, le sanctionne pour ce même geste par trois semaines de suspension. Pour clore les débats, Sam Warburton reconnaît la gravité des faits après visionnage vidéo et ne conteste pas la décision arbitrale.

### Grand Chelem au Six Nations 2012, victoire au Six Nations 2013 et Tournée des Lions (2012-2013)
Il retrouve la sélection galloise à l'occasion d'un test face aux Australiens en décembre au Millennium Stadium. Lors du tournoi 2012, après une blessure face à l'Irlande, où il sort blessé à la mi-temps, il manque le match face à l'Écosse, puis rejoue face à l'Angleterre. Absent face à l'Italie pour une blessure au genou, il dispute le dernier test face aux Français. Grâce à une victoire 16 à 9, la sélection galloise remporte son troisième Grand chelem en huit ans.
En juin, le XV gallois se rend en Australie où il dispute trois tests face aux Wallabies, s'inclinant 27 à 19 lors du premier, puis sur un score plus serré, 25 à 23 lors du deuxième et 20 à 19 lors du troisième test. En novembre les Gallois accueille l'Argentine, défaite 26 à 12, les Samoa sans la présence de Warburton, la Nouvelle-Zélande, défaite 33 à 10 et les Wallabies, pour une quatrième défaite en quatre tests lors de cette tournée.
Après une défaite lors de la première journée du tournoi 2013, il est absent lors du match face à la France, blessure à l'épaule, puis il rejoue face à l'Italie, en tant que remplaçant, puis face à l'Écosse, où il est désigné homme du match. Soulagé de ses obligations de capitaine, il annonce alors qu'il est en accord avec la décision du sélectionneur Robert Howley de donner le titre de capitaine à Gethin Jenkins après la blessure de Ryan Jones, qui avait tenu ce rôle depuis la blessure de Warburton. Les Gallois conservent le trophée des Six Nations en s'imposant 30 à 3 face aux Anglais.
En avril de la même année, il est désigné capitaine de l'équipe des Lions, lors de la tournée 2013 en Australie, devenant ainsi le quatrième gallois de l'histoire à obtenir cet honneur, après Arthur Harding en 1908, John Dawes en 1971 et Phil Bennett en 1977. Blessé, il dispute son premier match face aux Queensland Reds, remporté 22 à 12. Il dispute le premier test face aux Wallabies. Les Lions s'imposent sur le score de 23 à 21. Lors du deuxième test, où il est de nouveau capitaine, les Lions s'inclinent sur le score de 16 à 15. Il est privé du match décisif après une déchirure aux ischio-jambiers qui le force à sortir de ce test, match finalement remporté par les Lions sur le score de 41 à 16.

### Troisième des éditions 2014 et 2015 des Six Nations, quart de finale de coupe du monde

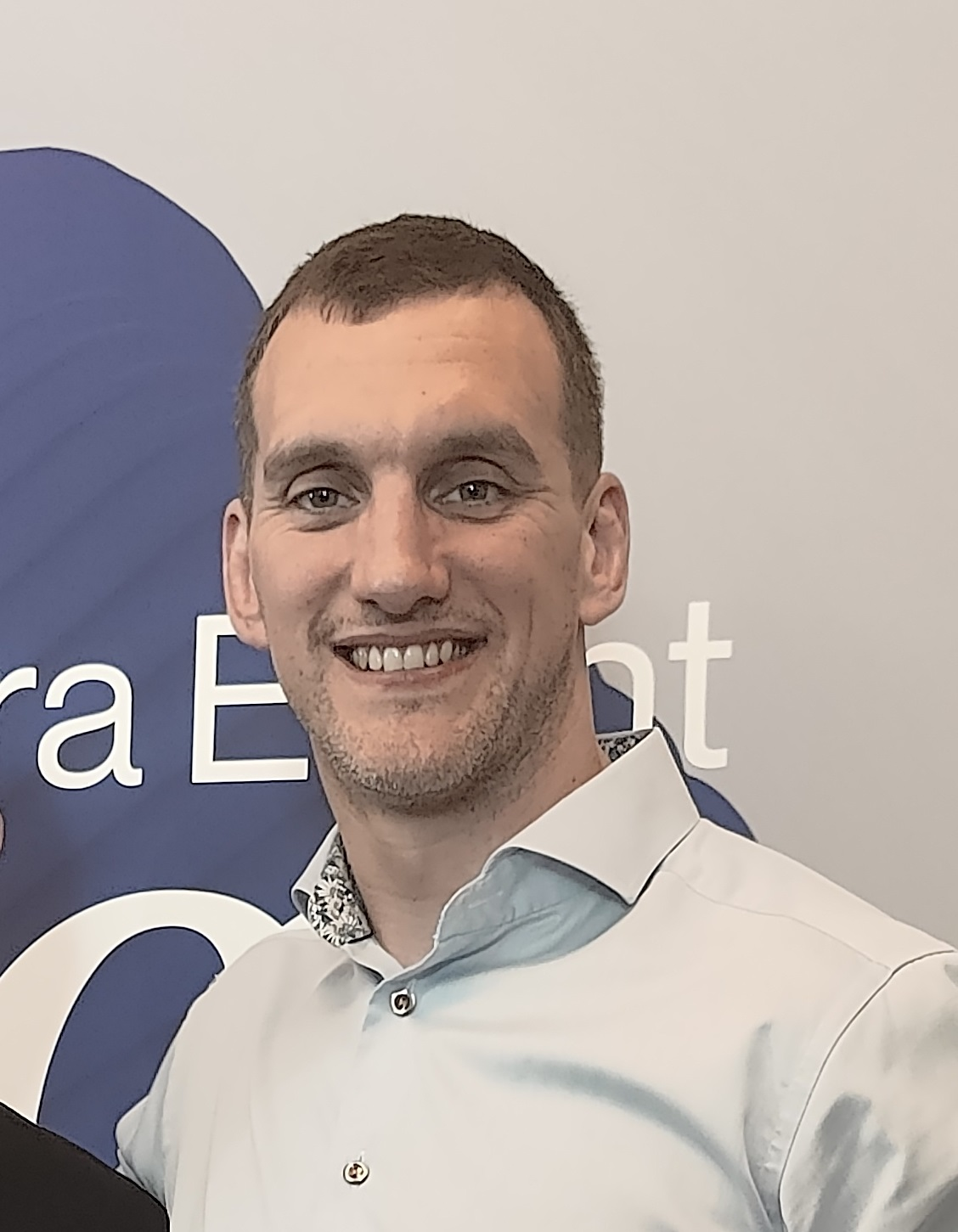
Sam Warburton lors d'une conférence en 2023.

En novembre, il retrouve son rôle de capitaine. Il dispute trois tests face à l'Afrique du Sud, l'Argentine et l'Australie, concédant deux défaites, face aux Springboks et aux Wallabies. 
Après une nouvelle blessure, qui le prive d'une titularisation face à l'Italie lors de la première journée du tournoi 2014, il est titulaire et capitaine lors des quatre tests suivant, d'abord face à l'Irlande lors d'une défaite 26 à 3, puis lors d'une victoire 27 à 6 face aux Français, rencontre où il inscrit l'un des deux essais gallois, défaite 29 à 18 face aux Anglais et victoire 51 à 3 face aux Écossais. En novembre de la même année, il dispute trois tests face aux nations majeures de l'hémisphère sud, défaites 33 à 28 face à l'Australie et 34 à 16 face aux Néo-Zélandais, et victoire 12 à 6 face à l'Afrique du Sud.
Lors du tournoi 2015, les Gallois, avec de nouveau Warburton comme capitaine, s'inclinent à domicile face aux Anglais, puis remportent les quatre matchs suivant, 26 à 23 en Écosse, 20 à 13 en France, 23 à 13 à domicile face aux Irlandais (au cours de ce match, il bat le record de capitanat détenu par Ryan Jones avec son 34ème brassard) et 61 à 20 en Italie où Warburton inscrit l'un des huit essais gallois.
Blessé après un choc sur une épaule lors de la préparation à la coupe du monde, il ne participe pas aux deux matchs de préparation face à l'Irlande mais fait son retour face à l'Italie. Pour le premier match de la compétition, contre l'Uruguay, Gatland le déplace sur le côté fermé pour expérimenter une association avec Justin Tipuric. Il retrouve son poste pour le premier gros choc du groupe, face aux Anglais. Menés par deux fois de dix points, 19 à 9 puis 22 à 12, les Gallois parviennent à égaliser à 25 partout puis prennent l'avantage grâce à la septième pénalité de Dan Biggar pour s'imposer 28 à 25. La victoire sur les Fidji, combinée à une nouvelle défaite des Anglais face à l'Australie, permet aux Gallois d'être qualifiés avant la dernière rencontre de poule face à ces Wallabies où Gatland renouvelle son expérience d'associer Tipuric et Warbuton. Malgré une défaite 15 à 6 et de nouvelles blessures, Warburton reste confiant dans les chances de son équipe face à l'Afrique du Sud en quart de finale. Cette dernière équipe l'emporte finalement 23 à 9 grâce à un essai à la 75e minute de Fourie du Preez.
En 2017, il est de nouveau désigné capitaine des Lions britanniques et irlandais pour leur tournée en Nouvelle-Zélande. C'est la deuxième fois seulement qu'un joueur est nommé deux fois capitaine des Lions, depuis Martin Johnson (en 1997 et 2001).
Après la tournée des Lions en Nouvelle-Zélande, il est contraint d'être opéré du cou en septembre 2017, puis du genou en décembre 2017. Une accumulation de blessures dont il ne se relèvera pas et qui le contraignent à mettre un terme à sa carrière en juillet 2018.

## Palmarès

### En club
- Vainqueur du Challenge européen en 2010 avec les Cardiff Blues.
- Vainqueur de la Coupe anglo-galloise en 2009 avec les Cardiff Blues.

### En équipe nationale
| Édition               | Rang            | Résultats pays de Galles | Résultats Warburton | Matchs Warburton |
| --------------------- | --------------- | ------------------------ | ------------------- | ---------------- |
| Nouvelle-Zélande 2011 | Quatrième       | 4 v, 0 n, 3 d            | 4 v, 0 n, 2 d       | 6/7              |
| Angleterre 2015       | Quart de finale | 3 v, 0 n, 2 d            | 3 v, 0 n, 2 d       | 5/5              |

Légende : v = victoire ; n = match nul ; d = défaite.
Sam Warburton compte trente-quatre sélections en huit éditions dans le cadre du Tournoi des Six Nations, dont trente en tant que titulaire. Il remporte deux titres, en Six nations 2012, où le pays de Galles réussit le Grand Chelem, et 2013. Il remporte vingt-deux de ces rencontres, concédant onze défaites et un nul.
| Édition          | Rang | Résultats pays de Galles | Résultats Warburton | Matchs Warburton |
| ---------------- | ---- | ------------------------ | ------------------- | ---------------- |
| Six nations 2010 | 4    | 2 v, 0 n, 3 d            | 2 v, 0 n, 1 d       | 3/5              |
| Six nations 2011 | 4    | 3 v, 0 n, 2 d            | 3 v, 0 n, 2 d       | 5/5              |
| Six nations 2012 | 1    | 5 v, 0 n, 0 d            | 3 v, 0 n, 0 d       | 3/5              |
| Six nations 2013 | 1    | 4 v, 0 n, 1 d            | 3 v, 0 n, 1 d       | 4/5              |
| Six nations 2014 | 3    | 3 v, 0 n, 2 d            | 3 v, 0 n, 2 d       | 5/5              |
| Six nations 2015 | 3    | 4 v, 0 n, 1 d            | 4 v, 0 n, 1 d       | 5/5              |
| Six nations 2016 | 2    | 3 v, 1 n, 1 d            | 2 v, 1 n, 1 d       | 4/5              |
| Six nations 2017 | 5    | 2 v, 0 n, 3 d            | 2 v, 0 n, 3 d       | 5/5              |

Légende : v = victoire ; n = match nul ; d = défaite ; la ligne est en gras quand il y a Grand Chelem.

### Avec les Lions britanniques et irlandais
Sam Warburton participe à deux tournées avec les Lions. Celle de 2013 en Australie, et celle de 2017 en Nouvelle-Zélande, où il est nommé capitaine pendant la tournée.

## Statistiques en équipe nationale
Sam Warburton compte 74 sélections avec le pays de Galles, dont 67 en tant que titulaire. Il inscrit vingt-cinq points, cinq essais. Il a obtenu sa première sélection le 6 juin 2009 à Chicago contre les États-Unis.
Il participe à huit éditions du Tournoi des Six Nations, en 2010, 2011, 2012, 2013, 2014, 2015, 2016 et 2017. Il participe à deux éditions de la coupe du monde, en 2011, disputant six rencontres, face à l'Afrique du Sud, les Samoa, la Namibie, les Fidji, l'Irlande et la France et en 2015, où il joue contre l'Uruguay, l'Angleterre, les Fidji, l'Australie et l'Afrique du Sud
Il compte également cinq sélections avec les Lions, deux lors de la tournée 2013 en Australie et trois lors de la tournée 2017 en Afrique du Sud. Lors de celle de 2013, il dispute un total de quatre rencontres.